# Ordre de la Reunion
L'Ordre de la Réunion (Ordine della Riunione) fu un ordine cavalleresco francese del primo impero fondato da Napoleone Bonaparte.

## Storia
L'Ordre de la Réunion venne fondato l'11 ottobre 1811 (altri documenti forniscono come data il 18 ottobre). Il 1º luglio 1810 Napoleone aveva annesso alla Francia il Regno d'Olanda e l'ordine venne fondato in occasione della sua prima visita ad Amsterdam, ove soggiornò al Palazzo Reale, per rimpiazzare l'Ordine dell'Unione che suo fratello Luigi aveva precedentemente fondato in questo stato come re d'Olanda (1808-1810). L'Ordine era suddiviso in tre gradi ed a capo dello stesso si trovava l'Imperatore con il grado di Gran Maestro.
L'Ordine doveva avere un massimo di 10.000 cavalieri, 2.000 commendatori e 500 gran croci ed era considerato il secondo ordine dell'Impero francese, dopo la Legion d'onore e prima dell'Ordine della Corona Ferrea. L'ordine veniva concesso per ricompensare coloro che avessero seguito più fedelmente Napoleone nelle sue campagne in Europa e che avessero quindi contribuito a creare la "riunione" di tutti i domini nell'Impero di Francia.
Ovviamente la distribuzione di tale onorificenza fu quanto mai selezionata, in quanto Napoleone riteneva che suo fratello Luigi fosse stato troppo prodigo di onori durante la sua reggenza, ed impose a tutti gli insigniti del vecchio ordine di abbandonare le loro medaglie per acquisire quelle del nuovo ordine francese.
Il maresciallo francese Jean-Baptiste Nompère de Champagny, duca del Cadore, ne divenne Gran Cancelliere e il barone olandese Maarten van der Goes van Dirxland ne divenne Gran Tesoriere, ottenendo anche una residenza di rappresentanza per l'ordine nell'Hotel de Châtelet a Parigi.
Gli insigniti del grado di cavaliere potevano fregiarsi di tale titolo e ricevevano una pensione annua di 3.000 franchi e, qualora non l'avessero già ottenuta dall'impero napoleonico, una lettera di nobilitazione che li dichiarava "Cavaliere dell'Impero francese". Negli altri stati annessi dalla Francia, come il Palatinato, lo Stato Pontificio, la Toscana o il Piemonte, tale ordine non venne utilizzato, ma vennero invece mantenuti gli ordini già in uso prima della conquista francese, come l'Ordine del Leone del Palatinato, l'Ordine dello Speron d'Oro o l'Ordine dei Santi Maurizio e Lazzaro.
L'ordine poteva essere assegnato anche a personalità non francesi, purché avessero ottenuto grandi meriti nei pubblici offici, nella magistratura o nell'esercito.
Charles Ferdinand Lebrun, duca di Plaisance, che rappresentava ad Amsterdam la figura di Napoleone con il titolo di “Prins-stadhouder”, svolse fisicamente l'atto delle nomine e della sostituzione delle vecchie onorificenze con la nuova, contando un totale di:
64 gran croci, incluse 29 concessioni fuori dall'Olanda,
90 commendatori, incluse 21 concessioni fuori dall'Olanda,
527 cavalieri, incluse 59 concessioni fuori dall'Olanda.
La medaglia consisteva in una stella con dodici braccia a forma di sole, sormontata dalla corona reale e sospesa da un nastro azzurro cielo.
L'Ordine venne abolito con la caduta dell'Impero napoleonico nel 1815.

## Insigniti notabili
- Antonio Brignole Sale
- Francesco Borghese, VII principe di Sulmona
- Emmanuel Joseph Sieyès